# STRENGTH.
「STRENGTH.」（ストレングス）は、abingdon boys schoolの5枚目のシングル。2009年2月25日発売。発売元は エピックレコードジャパン。

## 解説
- テレビ東京系アニメ『ソウルイーター』エンディングテーマ。
- 前作「BLADE CHORD」より1年2ヶ月振りの新曲。
- 意味はタロットカードでは、「力」、「勝利に向けた強い決意」などの意味を示す。
- プロモーションで着ている白黒のストライプの衣装のコンセプトは「光と影」である。
- 初回盤は通常盤と異なる3大特典付。

1. ソウルイーター×a.b.s.描き下ろしワイドキャップステッカー封入。
2. 次回のPV撮影に参加できる企画応募券封入。
3. a.b.s.スペシャル合格祈願お守りカード封入。

## 収録曲
全曲　作詞：西川貴教　編曲：abingdon boys school　
1. STRENGTH.
作曲：岸利至
  - テレビ東京系アニメ『ソウルイーター』エンディングテーマ。
  - 3年前からデモが存在し、完成するまでに様々なアレンジが試された。
  - 曲中使われている柴崎のタッピング奏法は西川のアイディア。
2. Freedom
作曲：柴崎浩
  - 元々は1stアルバム『abingdon boys school』収録候補曲。録音は2008年12月。

## 収録アルバム
- THE BEST OF SOUL EATER（#1）
- Teaching Materials（#1,2）
- ABINGDON ROAD（#1）

## 参加ミュージシャン
- 長谷川浩二：ドラム（#1,2）
- IKUO：ベース（#1,2）